# 泽菲罗·富里亚西
泽菲罗·富里亚西（義大利語：Zeffiro Furiassi，1923年1月19日—1974年11月4日），意大利前男子足球运动员，场上位置是后卫。他曾代表意大利国家队参加1950年国际足联世界杯，结果获得第七名。